# Élections locales de 2014 à Budapest
Pour un article plus général, voir Élections locales hongroises de 2014.
Les élections locales de 2014 à Budapest se sont déroulées le 12 octobre 2014 dans la capitale hongroise. Elles ont vu la droite, menée par une coalition Fidesz-KDNP s'emparer de la majorité des arrondissements de la ville, ainsi que de la majorité des sièges à l'Assemblée métropolitaine. Après un mandat entamé en 2010, le conservateur István Tarlós se maintient au poste de bourgmestre principal de Budapest.